# NGC 722
NGC 722 è una galassia a spirale situata nella costellazione dell'Ariete, a una distanza di circa 223 milioni di anni luce dalla nostra Via Lattea.

## Scoperta
La galassia è stata scoperta il 2 dicembre 1861 dall'astronomo tedesco Heinrich d'Arrest.

## Descrizione
NGC 722 è posizionata molto vicino alla luminosa Beta Arietis, una stella di magnitudine apparente pari a 2,64. Il chiarore prodotto dalla stella rende difficoltosa l'osservazione della debole galassia.